# Първо българско за цимент акционерно дружество „Лев“
Първото българско за цимент акционерно дружество „Лев“ в Плевен е основано като търговско събирателно дружество със свой устав под името Първо българско за цимент и хидравлическа вар дружество „Лев“ (в Плевен с централа в София) на 20 май 1909 г.
Основатели са Иван П. Габровски от гр. Тулча, Константин Пенчев – от Русе, Стефан Д. Манафов – инженер от Габрово, и Дико Пачев – търговец от Габрово. Впоследствие броят на участниците нараства.
Същата година в района на гр. Плевен западно от града, край жп линията София – Варна, започва строежът на фабриката. Дружеството пуска в експлоатация първата въртяща пещ край р. Вит. Машините са доставени от фирмата Schmidt, Копенхаген. За постройките и инсталирането им са похарчени 1 500 000 златни лева, броени в ефективни наполеони. Строежът е завършен към края на 1910 г. и от 1 март 1911 г. фабриката започнала да функционира, с годишен капацитет 12 000 тона. Това е първата в България фабрика за производство на цимент принадлежала на български поданици и една от най-мощните производствени компании на Балканите до експроприацията ѝ през 1947 г. от комунистическия режим.

## Дъщерно предприятие на банка „Гирдап“ (1917 – 1925)
През 1917 г. дружеството било превърнато от съдружието „Ковачев и Пенчев“ в акционерно и регистрирано в Областния съд в гр. София под името Първо българско за цимент акционерно дружество „Лев“ с централа в София и клон (фабриката) в Плевен (ДВ. 6р. 88 от 26 април 1917). Като дъщерно предприятие на банка „Гирдап“ тук главен акционер се явява именно Иван Н. Ковачев – член на Управителния съвет на банка „Гирдап“.
На 23 март 1917 г. се основава акционерно дружество „Лев“, в което съдружниците Ковачев и Пенчев получават 25 000 акции (като Иван Ковачев получава 23 000 акции) от общо 40 000 акции от капитала на дружеството. От останалите акции проф. Бончо Ненков Боев, член на Управителния съвет на банка „Гирдап“, участва с 5000 акции, Марин Ив. Ковачев (син на Иван Ковачев) – с 1000, Светослав Стайков (директор на Българската гаранционна банка, сателит на „Гирдап“) – с 500, Никола Ив. Ковачев (син на Иван Ковачев) – с 300, Българската македонска банка (сателит на „Гирдап“) – с 2000 акции и др. По този начин банка „Гирдап“ държи в ръцете си почти целия капитал на фабриката, в който участват само 2 външни лица (при това с малки суми).
Управителният съвет почти изцяло е съставен от представители на банка „Гирдап“. Директори на фабриката са Бончо Боев и Иван Ковачев. Фабриката започва работа на 10 юли 1917 г., но скоро спира дейността си поради несъгласия между централното управление на дружеството в София и управата на фабриката в Плевен.
Военновременната обстановка през 1915 – 1918 г. донесла големи печалби на дружеството. След войната фабриката е разширена, като през 1918 г. тя е преустроена като се построява нова фабрика. През 1920 г. предприятието отново възстановява дейността си, като остава под влиянието на банка „Гирдап“ до самия ѝ фалит на 3 февруари 1925 г.

## Укрепване, развитие и възход на дружеството (1925 – 1944)
През периода 1922 – 1929 г. са поставени 3 ротационни пещи, с което производството на цимент се повишило значително. Дружеството прави разширение на фабриката с монтирането на нова пещ, с нужните към нея съоръжения, за 1-годишно производство от 30 000 тона при 240 работни дни. Дворното място е разширено с още 80 декара. Независимо от това са закупени други 240 декара за осигуряване на фабриката за бъдещо още по-голямо разширение.
Благодарение на това, че в продължение на 20 г. на акционерите не са раздавани никакви дивиденти, се образуват резервни и амортизационни фондове на сума 53,7 млн. лева, а капиталът е увеличен на 11 млн. лева с цел да се даде по-голям тласък на предприятието.
През 1933 г. по решение на Общото събрание, състояло се на 27 април 1933 г., е изменен чл. 4 на дружествения устав и седалището на дружеството се премества от София в гр. Плевен (Определение № 1570 от 14 юни 1935 г. на Софийския областен съд и Определение № 8104/18.07.1935 г. на Плевенския областен съд). Дружеството е съществувало под това наименование до 23 декември 1947 г.
Дружеството се е управлявало от Управителен съвет и директор/и. Върховен орган са били общите редовни и извънредни събрания на акционерите.
Общите събрания са 6или законни и имали право да решават въпросите, ако присъстват акционери, притежаващи ½ от акциите. Извънредни събрания се свикват, когато изявят желание акционери, притежаващи 1/10 част от акциите, представляващи основния капитал.
От 1933 г. дружеството е било под непосредствения надзор на Министерството на финансите, упражняван чрез постоянен държавен контрольор, който следил и водил на отчет добитото производство и вложените суровини. Целта на този контрол е била осигуряване приходи за фиска. На всеки произведен килограм цимент дружеството е внасяло акциз.
През 1937 г. се предприема ново разширение, като се доставя от заводи „Шкода“ комплектна инсталация, с дневен капацитет 120 до 140 тона, при употреба на промити въглища, или с годишен капацитет 40 000 тона.
Общо за цялото разширение на фабриката се изразходва сумата 27 500 000 лв. През 1938 г. Фабриката се обслужва от собствени електрически централи (с обща стойност 22 млн. лв.) Има построени собствени жп линии (13 млн. лв.) Построени са железолеярна фабрика (10 млн. лв.) и работилница за циментови изделия (500 хил. лв.)
За да се засилят собствените средства на дружеството, от 1934 г. не са раздавани никакви дивиденти и тантиеми, като всички реализирани печалби са отнасяни за увеличаване на фондовете.
През времето на Втората световна война, поради голямата нужда от цимент за военни цели и държавни строежи, предприятието е било граждански мобилизирано, с което заварените, а също така и постъпващите след това работници, са били граждански мобилизирани.

## Следвоенен период и национализация (1944 – 1947)
След 1944 г. контролът по пласиране на производството е бил упражняван и от Областния комитет на Отечествения фронт, като преди всичко за задоволяване нуждите на обществените организации и предприятия.
Към 1947 г. дружеството има 11 млн. лв. основен капитал, 20 млн. лв. резервен фонд и 21 млн. лв. амортизационни фондове, или всичко собствени средства 52 млн. лв. Оборотните средства възлизат на 40 млн. лв., които са черпени от банки и клиенти.
По баланс дружеството има инвестирани в здания и др. имоти към 20 млн. лв., в машини 26,5 млн. лв., в спомагателни материали 6,5 млн. лв., в собствени жп линии и мостове 1,5 млн. лв. и в движимости 1,5 млн. лв., или всичко инвестиции за 58 млн. лв.
Номиналната стойност на акцията е 100 лв., но още през 1932 г. курсът и е над 300 лв. – нещо, което може да се установи от продадените от Франко-белгийска и балканска банка, на търг, 5000 броя акции „Лев“. Установено е, според данните на дирекцията на статистиката (1940 г.), че цените на пазара са се увеличили най-малко 3 пъти и според това увеличение цената на предприятието е над 200 млн. лв.
Тази стойност се получава и по изчисленията на световните капацитети по строежи на циментови заводи. Така в книгата „Най-икономично строене на циментови заводи“ от Вилхелм Ензелн, издадена през 1941 г., на стр. 15, табл. 12, при база 300 работни дни в годината, е дадена стойността на тон цимент годишно производство за инсталации по мокър начин (с въртящи пещи), 64 Р. М. за Германия и 72 шв. фр. за Швейцария, равни по курса от 1941 г. на 2112 лв., или при най-неблагоприятния случай, при употреба на ситни 4-качествени въглища, годишното производство ще бъде 40 хил. тона по 2112 лв. дава сумата 84 480 000 лв., която сума, увеличена 3 пъти за поскъпване на цените, ще даде сумата 250 млн. лв. – реална пазарна стойност на предприятието.
Установената цена при принудителното изкупуване на принадлежащи на български поданици акции от дружество „Лев“ през 1947 г. е 8,8 млн. лв. (11 млн. лв. лв., намалени с 20%), представляваща само 4,5% от пазарната му оценка. Тази нищожна сума, платима с 3% съкровищни свидетелства, в продължение на 15 г., реесконтирана и редуцирана на базата на сконтовия процент на БНБ от 5%, представлява още по-малка сума.
Фабриката за производство на цимент „Лев“ е най-модерното и голямо циментово предприятие на Балканите по онова време. Специализирано е в производството на най-качествения цимент тип „Портланд“. Според анализите, извършени в лабораториите за изпитване на цимент на проф. д-р Кюл (1947 г.), е констатирано високото качество на производство, което държи първо място в България. Строежите, извършени с цимент от „Лев“, не пропускат вода, качество, което е особено ценно при изграждането на водни съоръжения (язовири, водопроводи и др.).
В периода 1941 – 1947 г. дружеството се управлява от двамата главни директори в лицето на Лалю Метев и Димитър Радилов Неделчев, а директор на циментовата фабрика „Плевен“ е инж. Борис Димитров Неделчев. Основният собственик и председател на УС на дружеството Лалю Метев притежава 1/3 от акционерния капитал на дружеството, в което присъстват още: Антон Ст. Балъкчиев, инж. Борис Д. Неделчев и Димитър Р. Неделчев, Симеон С. Бакърджиев, Юрдан х. Христов, Васил Аврамов и др.
С XXX годишно общо събрание през април 1947 г. приключва и 30-годишната му дейност, след което цялата циментова индустрия е принудително национализирана.
С министерско постановление от 9 юни 1947 г. протокол № 93 от същата година се одобрява дружеството да се организира на началата на самоиздръжка под наименованието Държавна циментова фабрика „Лев“, Плевен, под ведомството на Министерството на индустрията и занятията, но поради протакане на преговорите то е национализирано по Закона за национализация на частни индустриални и минни предприятия (обн., ДВ, бр. 302 от 27 декември 1947; изм. и доп., бр. 176 от 2 август 1949, с еднократно действие). Предметът и обемът на национализацията е посочен в чл. 1 от ЗНЧИМП на основание чл. 10, алинея последна от Конституцията на Народна република България, с което се национализират и стават собственост на държавата, т.е. общонародна собственост, всички частни предприятия от подробно изброени клонове на индустрията, включително и производството на цимент.

## Списък на акционерите при национализацията (1947)
1. Лалю Метев (1885 – 1957) – 27 262 бр. акции
2. Антон Стефанов Балъкчиев (1892 – 1960) – 23 030 бр.
3. инж. Борис Димитров Неделчев (? – 1977) – 13 155 бр.
4. Симеон С. Бакърджиев – 10 631 бр.
5. Димитър Радилов Неделчев (? – 1973) – 10 340 бр.
6. Юрдан Христов Иванов (? – 1952) – 10 113 бр.
7. Франко-белгийска и балканска банка – 5000 бр.
8. Евдокия Димитрова Неделчева (? – 1978) – 4490 бр.
9. наследници на Васил Аврамов (1863 – 1946) – общо 3926 бр.
9.1. Дора Василева Аврамова – по мъж Лалю Метева (1894 – 1967), поетеса – 1308 бр.
9.2. наследници на художника Никола Василев Аврамов (1897 – 1945) – общо 1308 бр.
9.2.1. професор Васил Лалев Метев (1931 – 2007) – 436 бр.
9.2.2. Лальо Николов Аврамов (1934 – 1995), цигулар – 436 бр.
9.2.3. Цвета Николова Цветкова, пианистка (р. 1938) – 436 бр.
9.3. Рачо Василев Аврамов (1899 – 1972), търговец – 1308 бр.
10. д-р Кирил Димитров Неделчев – 3500 бр.
11. Григор Дамянов – 87 бр.
12. Васил Бекяров – 40 бр.
(Общо: 110 000 броя акции)